# リリー・オルドリッジ
リリー・モード・オルドリッジ（Lily Maud Aldridge, 1985年11月15日 - ）は、アメリカ合衆国のファッションモデル。